# Karol Władysław Strzelec
Karol Władysław Strzelec (ur. 1869, zm. 15 września 1962 w Cleveland) – duchowny baptystyczny, wiodący inicjator Związku Zborów Słowiańskich Baptystów w Polsce i pierwszy prezes Zjednoczenia Ewangelicznych Chrześcijan i Baptystów w Polsce.

## Życiorys
Urodził się na Wołyniu. Wyjechał do USA, gdzie związał się z ruchem baptystycznym. Ukończył studia w Rochester Theological Seminary w Rochester. W 1889 został ordynowany na pastora czeskiego zboru w Detroit. Następnie założył zbór polskojęzyczny w mieście Pond w stanie Wisconsin.
W 1919 przybywa do Polski jako przedstawiciel American Baptist Foreign Mission Society (Amerykańskie Baptystyczne Towarzystwo Misji Zagranicznej) i jest czołowym inspiratorem współpracy baptystów niemieckojęzycznych i słowiańskich w II Rzeczypospolitej: uczestniczy w tworzeniu Związku Zborów Słowiańskich Baptystów w Polsce, Stowarzyszenia Wzajemnej Pomocy Baptystów i Towarzystwa Wydawniczego „Kompas” w Łodzi. Organizuje zagraniczną pomoc charytatywną dla Polski oraz środki na baptystyczną działalność misyjną. Z Pawłem Hulką-Laskowskim wspólnie wydaje protestanckie czasopismo społeczno-religijne „Nowe Drogi”.
W 1923 zostaje wybrany pierwszym prezesem Zjednoczenia Ewangelicznych Chrześcijan i Baptystów w Polsce, lecz już 1924 powraca do USA.
Przez resztę życia prowadzi działalność duszpasterską, m.in. w zborze w Cleveland oraz jako prezes Zjednoczenia Polskich Baptystów w USA i Kanadzie.